# Evan Jones (skuespiller)
Evan Jones (født 1. april 1976) er en amerikansk skuespiller. Han tilbragte dele af sit liv i South Carolina i USA. Han fik sin første rolle i tv-filmen On the Line fra 1998 i hvilken også rapperen og skuespilleren Coolio deltog i. Han har også haft roller i Eminems 8 Mile, som Cheddar Bob, og som PFC Dave Fowler i filmen Jarhead. Han har også portrætteret basketcoachen Moe Iba i filmen Glory Road. Han er også en af hovedpersonerne i ABC-serien October Road.